# Györffy Miklós
Györffy Miklós (Budapest, 1942. január 27. – ) irodalom- és filmtörténész, műfordító, egyetemi oktató.

## Életpályája
1965-ben magyar–német szakos tanári diplomát szerzett az Eötvös Loránd Tudományegyetemen. Ezután két évig középiskolában tanított Székesfehérváron, majd rendezőasszisztensként dolgozott a Magyar Filmgyártó Vállalatnál. 1973-tól 1978-ig az Európa Könyvkiadó német irodalomért felelős szerkesztője volt, 1978-tól pedig az ELTE Magyar Irodalom- és Kultúratudományi Intézeténél tanársegéd, később adjunktus, docens, utóbb professor emeritus.
Fő kutatási területe a modern regény poétikája, különös tekintettel a német és a kortárs magyar prózára, illetve a regény és a mozgóképes elbeszélés összefüggéseire. A témáról számos könyvet és tanulmányt írt.
Az 1970-es évek óta foglalkozik műfordítással, elsősorban a német nyelvű irodalmakból fordít, és oktatta is a műfordítás elméletét és gyakorlatát. Folyóiratokban és lapokban több száz kritikát közölt kortárs magyar regényekről és filmekről. Forgatókönyvírói tevékenysége mellett filmelméleti és filmtörténeti tárgyú munkái is megjelentek. Gazdag Gyula öt filmjének forgatókönyvíró-társa, A sípoló macskakővel kezdve (1971).
Vendégtanára volt a berlini Humboldt Egyetemnek és a Bécsi Egyetemnek.

## Magánélete
1970-ben feleségül vette Bajcsay Mária színésznőt. Két lányuk született, Anna (1976) és Róza (1978).

## Fontosabb művei
- Ingmar Bergman; Gondolat, Bp., 1976 (Szemtől szemben)
- Michelangelo Antonioni; Gondolat, Bp., 1980 (Szemtől szemben)
- A férfikor nyara. Regény; Szépirodalmi, Bp., 1987
- Polgárok és művészek. Metszet a XX. századi német prózából; Tankönyvkiadó, Bp., 1990 (Műelemzések kiskönyvtára)
- Új magyar prózaszemle. Nyolcvanas évek; Jelenkor, Pécs, 1992
- A német irodalom rövid története; Corvina, Bp., 1995 (Egyetemi könyvtár)
- Polgárok és művészek. Metszet a XX. századi német prózából; 2. átdolg., bőv. kiad.; Korona Nova, Bp., 1997 (Műértelmezések)
- A tizedik évtized. A magyar játékfilm a kilencvenes években és más tanulmányok; Magyar Nemzeti Filmarchívum–Palatinus, Bp., 2001
- Német–magyar kulturális szótár; Corvina, Bp., 2003
- A német irodalom története (2005)
- Miklós Györffy–Pál Kelemen: Kertész und die Seinigen. Lektüren zum Werk von Imre Kertész; Lang, Frankfurt, 2009 (Budapester Studien zur Literaturwissenschaft)
- Zongora akarunk lenni. Közép-európai irodalmi interferenciák; Kalligram, Pozsony, 2010
- Mágia és mesterség. Ingmar Bergman művészete; Európa, Bp., 2014
- Német kulturális szótár; 2. felújított, bőv. kiad.; Corvina, Bp., 2018
- Egy emigráns vallomásai; Pesti Kalligram, Bp., 2022

## Műfordításai
Többek között Franz Kafka, Thomas Mann, Hermann Hesse, Max Frisch, Peter Handke, August Strindberg, Jean Genet, E. T. A. Hoffmann, Siegfried Lenz, Theodor Fontane, Frank Wedekind, Robert Musil műveit ültette át magyarra.

## Díjai
- Wessely László-díj (1985)
- József Attila-díj (2003)
- Szent-Györgyi Albert-díj (2015)